# 大阪府道208号堺泉北環状線
大阪府道208号堺泉北環状線（おおさかふどう208ごう さかいせんぼくかんじょうせん）は、大阪府堺市南区から和泉市を経由して、堺市南区に至る一般府道である。

## 概要
堺市南区小代から和泉市を経由して、堺市南区小代に至る。
起点・終点ともに堺市南区の和田西交差点で、泉北ニュータウンの外周道路となっている。なお全区間を走破するには途中二箇所の交差点で右左折しなければならないので、路線全体は閉鎖ループとなっているものの厳密な意味での環状道路ではない。
2008年（平成20年）5月10日には、この道路と大阪府道230号春木岸和田線（新道）を結ぶ「和泉市道光明池春木線」が開通した。これにより、大阪府立成美高等学校（大阪府堺市南区城山台4-1-1）前から一本の道路で阪和自動車道の岸和田和泉IC（NEXCO西日本）へ行く事が出来るようになり、泉北ニュータウンからの同インターチェンジへのアクセスが大幅に便利になったと言われている。

### 路線データ
- 起点：大阪府堺市南区小代（和田西交差点、大阪府道・和歌山県道61号堺かつらぎ線交点）
- 終点：大阪府堺市南区小代（和田西交差点、大阪府道・和歌山県道61号堺かつらぎ線交点）

## 路線状況

### 重複区間
- 大阪府道38号富田林泉大津線（堺市南区晴美台1丁・晴美台1丁交差点 - 堺市南区槇塚台2丁・槇塚台西交差点）
- 大阪府道38号富田林泉大津線（和泉市伏屋町・府立母子センター北 / 光明池試験場南交差点 - 和泉市伏屋町3丁目・光明池試験場前交差点）

### 道路施設

#### 橋梁
- 田園（たぞの）大橋（大阪府道34号堺狭山線・南海泉北線、堺市南区）
- 八田橋（和田川、堺市南区）
- 野々井橋（和田川、堺市南区）
- 小代川（石津川、堺市南区）

## 地理

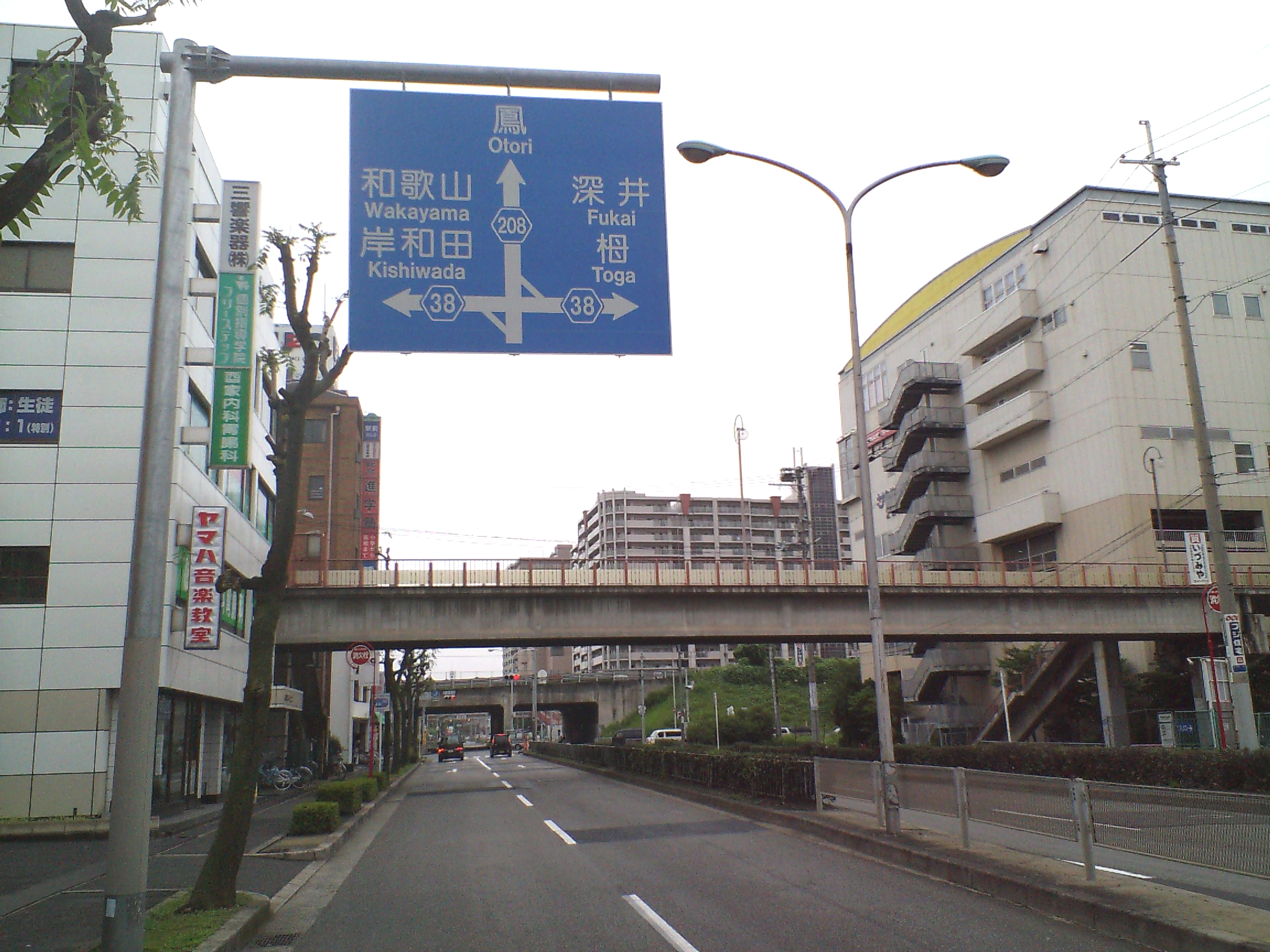
大阪府道208号堺泉北環状線
（大阪府和泉市内）

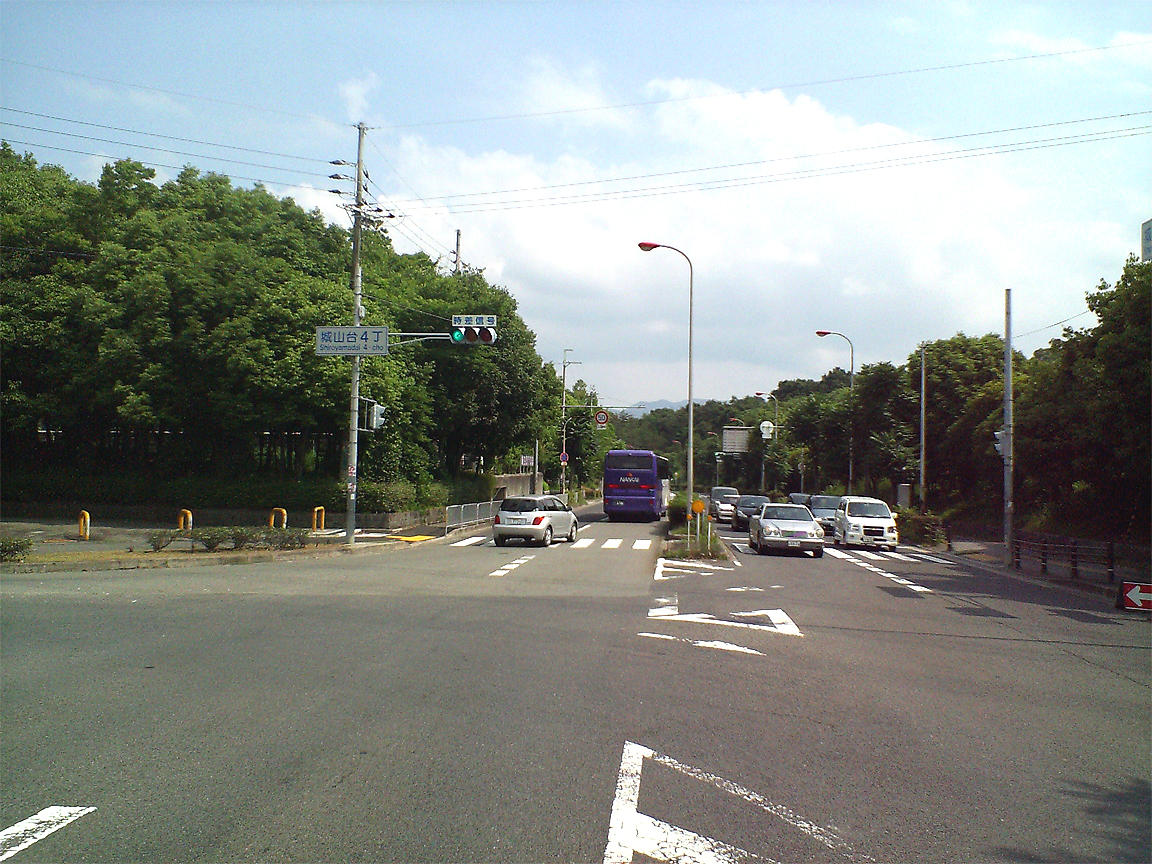
大阪府立成美高等学校前にあるT字形交差点。直進することにより、阪和自動車道 岸和田和泉IC（NEXCO西日本）へ行く事ができる。
和泉市道光明池春木線経由

### 通過する自治体
- 大阪府
  - 堺市（南区） - 和泉市 - 堺市（南区）

### 交差する道路
| 交差する道路                                                             | 市町村名 | 市町村名 | 交差する場所           | 交差する場所             |
| ------------------------------------------------------------------------ | -------- | -------- | ---------------------- | ------------------------ |
| 大阪府道・和歌山県道61号堺かつらぎ線 / 泉北2号線                         | 堺市     | 南区     | 小代                   | 和田西交差点 / 起点      |
| 大阪府道34号堺狭山線 / 泉北1号線                                         | 堺市     | 南区     | 竹城台1丁              | 田園大橋西詰交差点       |
| 大阪府道34号堺狭山線 / 泉北1号線                                         | 堺市     | 南区     | 竹城台1丁              | 田園大橋東詰交差点       |
| 大阪府道34号堺狭山線 / 泉北1号線 大阪府道38号富田林泉大津線 重複区間起点 | 堺市     | 南区     | 晴美台1丁              | 晴美台1丁交差点          |
| 大阪府道38号富田林泉大津線 重複区間終点                                  | 堺市     | 南区     | 槇塚台2丁              | 槇塚台西交差点           |
| 大阪府道・和歌山県道61号堺かつらぎ線 / 泉北2号線                         | 堺市     | 南区     | 庭代台4丁              | 庭代台東交差点           |
| 大阪府道215号別所草部線                                                  | 堺市     | 南区     | 美木多上（みきたかみ） | 美木多上交差点           |
| 大阪府道38号富田林泉大津線 重複区間起点                                  | 和泉市   | 和泉市   | 伏屋町                 | 府立母子センター北交差点 |
| 大阪府道38号富田林泉大津線 重複区間起点                                  | 和泉市   | 和泉市   | 伏屋町                 | 光明池試験場南交差点     |
| 大阪府道38号富田林泉大津線 重複区間終点                                  | 和泉市   | 和泉市   | 伏屋町3丁目            | 光明池試験場前交差点     |
| 大阪府道216号和田福泉線                                                  | 堺市     | 南区     | 赤坂台5丁              | 赤坂台北交差点           |
| 大阪府道215号別所草部線                                                  | 堺市     | 南区     | 野々井                 | 野々井南交差点           |
| 大阪府道・和歌山県道61号堺かつらぎ線 / 泉北2号線                         | 堺市     | 南区     | 小代                   | 和田西交差点 / 終点      |

### 交差する鉄道
- 南海泉北線

### 沿線
堺市
- 堺市立宮山台小学校
- 大阪府立成美高等学校
- 泉北ニュータウン
- 南海泉北線 光明池駅
- 堺市立福泉南中学校
- 堺市立福泉中央小学校

和泉市
- 光明池運転免許試験場
- 大阪府立母子保健総合医療センター
- ダイエー 光明池店
- コムボックス光明池
- カルフール光明池

## 脚註
1. ↑  「『光明池春木線』が開通　和泉市」『朝日新聞』2008年5月11日。